# Gorka Etayo Herrera
Gorka Etayo Herrera (Bilbao, Vizcaya, España, 5 de diciembre de 1995) es un árbitro de fútbol español adscrito al CTA del País Vasco. Desde la temporada 2025-26 forma parte de la plantilla arbitral de la Segunda División.

## Trayectoria
Afiliado al comité vasco, debutó en la extinta Segunda División B en la temporada 2018-19. Tras tres campañas en la categoría de bronce (2018–2021), pasó a la Primera Federación en 2021, donde dirigió cuatro temporadas (2021–2025). En junio de 2025 fue promocionado al fútbol profesional y se incorporó a la plantilla de Segunda División para la 2025-26.

## Temporadas
| Categoría          | País   | Años          | Partidos |
| ------------------ | ------ | ------------- | -------- |
| Segunda División B | España | 2018–2021     | 32       |
| Primera Federación | España | 2021–2025     | 52       |
| Segunda División   | España | 2025–presente | —        |

Totales por categoría según BDFutbol (actualizado a 17/08/2025).